# 多民族宪法法庭
多民族宪法法庭（西班牙語：Tribunal Constitucional Plurinacional）是玻利维亚设立的国家级法院，负责依据该国2009年宪法对法律、政府权力及条约的合宪性进行裁决。该法庭的总部位于苏克雷，由七名成员组成，并于2012年1月2日正式开庭审理案件。其权力来源于2009年《宪法》第196至204条、《司法机关法》（第025号法律，颁布于2010年6月24日）以及《多民族宪法法庭法》（第027号法律，颁布于2010年7月6日）。多民族宪法法庭取代了自1999年至2011年期间运作的玻利维亚宪法法院。

## 主席及成员
法庭庭长为拉迪·何塞·弗洛雷斯·蒙特雷。法庭成员通过全国无党派选举产生，首次选举于2011年10月16日举行。多民族宪法法庭的当选成员按获得的总票数排序依次为：瓜尔韦托·库西、埃弗伦·肖克、利贾·贝拉斯克斯、米尔莎·卡马乔、拉迪·何塞·弗洛雷斯·蒙特雷、奈尔迪·安德拉德及索赖达·查韦斯。候补成员则包括：马卡里奥·拉霍尔·科尔特斯、米尔顿·门多萨、胡安·巴伦西亚、布兰卡·阿拉尔孔、卡门桑多瓦尔、埃迪特·奥罗斯·卡拉斯科和塞农·巴卡雷萨。